# Madonna del gatto
Madonna del gatto è un dipinto di Federico Barocci. Eseguito verso il 1575, è conservato nella National Gallery di Londra.

## Descrizione
La scena è rappresentata in un'atmosfera sorprendentemente vivace e informale. Giovanni Battista bambino tiene in mano un cardellino, simbolo della Passione di Cristo, con cui stuzzica un gatto, mentre la sua croce di canna è appoggiata al muro sulla sinistra. Intanto Maria allatta il Bambino e san Giuseppe osserva la scena.

## Storia
Il lavoro fu commissionato dal conte Antonio Brancaleoni di Piobbico. Se ne trasse una stampa nel 1577 e si ipotizza che il dipinto fosse stato eseguito un paio d'anni prima.